# Anilocra morsicata
Anilocra morsicata är en kräftdjursart som beskrevs av Bruce 1987. Anilocra morsicata ingår i släktet Anilocra och familjen Cymothoidae. Inga underarter finns listade i Catalogue of Life.